# Saving Christmas
Saving Christmas ist eine US-amerikanische Filmkomödie aus dem Jahr 2014.

## Handlung
In der Weihnachtszeit besucht Kirk seine Schwester Bridgette, um sich dort mit der ganzen Familie zu treffen. Das ganze Haus ist weihnachtlich geschmückt und alle haben gute Laune. Sie feiern, tanzen, essen das Festmahl und haben viele Geschenke mitgebracht. Nur Kirks Schwager Christian lässt sich von der Heiterkeit nicht anstecken. Er ist christlich geprägt und meint, dass der Festtagstrubel nichts mit dem ursprünglichen Weihnachten zu tun habe. Auch sagt er, dass es in der Bibel überhaupt keinen Weihnachtsmann gibt und die heutige Weihnachtszeit nur für kommerzielle Interessen vorteilhaft ist. Kirk hört sich diese Ansichten an und versucht nun die Weihnachtsfeier so umzugestalten, dass alle ihre Freude haben, auch Christian.

## Rezeption
Im Jahr 2015 gewann der Film viermal den Negativpreis Goldene Himbeere.
- Schlechtester Film (Samuel Goldwyn)
- Schlechtestes Drehbuch (Darren Doane und Cheston Hervey)
- Schlechtester Darsteller (Kirk Cameron)
- Schlechtestes Leinwandpaar (Kirk Cameron und sein Ego)

Außerdem wurden Bridgette Cameron Ridenour (schlechteste Darstellerin) und Darren Doane (Schlechtester Regisseur) für die Goldene Himbeere nominiert.
Bis Dezember 2014 spielte der Film in den USA knapp 2,8 Millionen US-Dollar ein.
In der Internet Movie Database wurde das Werk mehrere Wochen als der schlechteste Film aller Zeiten geführt, befand sich im Januar 2018 auf Platz 2 und derzeit auf Platz 5.
Auf der Website Rotten Tomatoes, die Kritiken auswertet, hat der Film bei 19 Kritiken keine einzige positive. Am 20. November 2014 rief Cameron auf Facebook gezielt Fans des Films auf, diesen positiv zu bewerten. Er schrieb: „Help me storm the gates of Rotten Tomatoes. All of you who love Saving Christmas – go rate it at Rotten Tomatoes right now and send the message to all the critics that WE decide what movies we want our families to see.“ („Helft mir, die Tore von Rotten Tomatoes zu stürmen. Alle von Euch, die Saving Christmas lieben – geht zu Rotten Tomatoes und gebt jetzt gleich eine Bewertung ab und sendet die Botschaft an alle Kritiker, dass WIR entscheiden, welche Filme unsere Familien sehen sollen.“). Dieser Aufruf war nicht erfolgreich, der Audience Score verschlechterte sich von 50 % bei etwa 1200 Nutzerwertungen auf 32 % bei etwa 20.100 Nutzerwertungen innerhalb nur eines Monats.